# Noirémont
Noirémont é uma comuna francesa na região administrativa de Altos da França, no departamento de Oise. Estende-se por uma área de 6,37 km². Em 2010 a comuna tinha 187 habitantes (densidade: 29,4 hab./km²).